# 暗色帆鰭杜父魚
暗色帆鰭杜父魚，為輻鰭魚綱鮋形目杜父魚亞目絨杜父魚科的其中一種，為溫帶海水魚，分布於北太平洋日本海、鄂霍次克海、白令海、楚克其海海域，棲息深度0-422公尺，體長可達9公分，棲息在底層水域，生活習性不明。